# Melvin Purvis

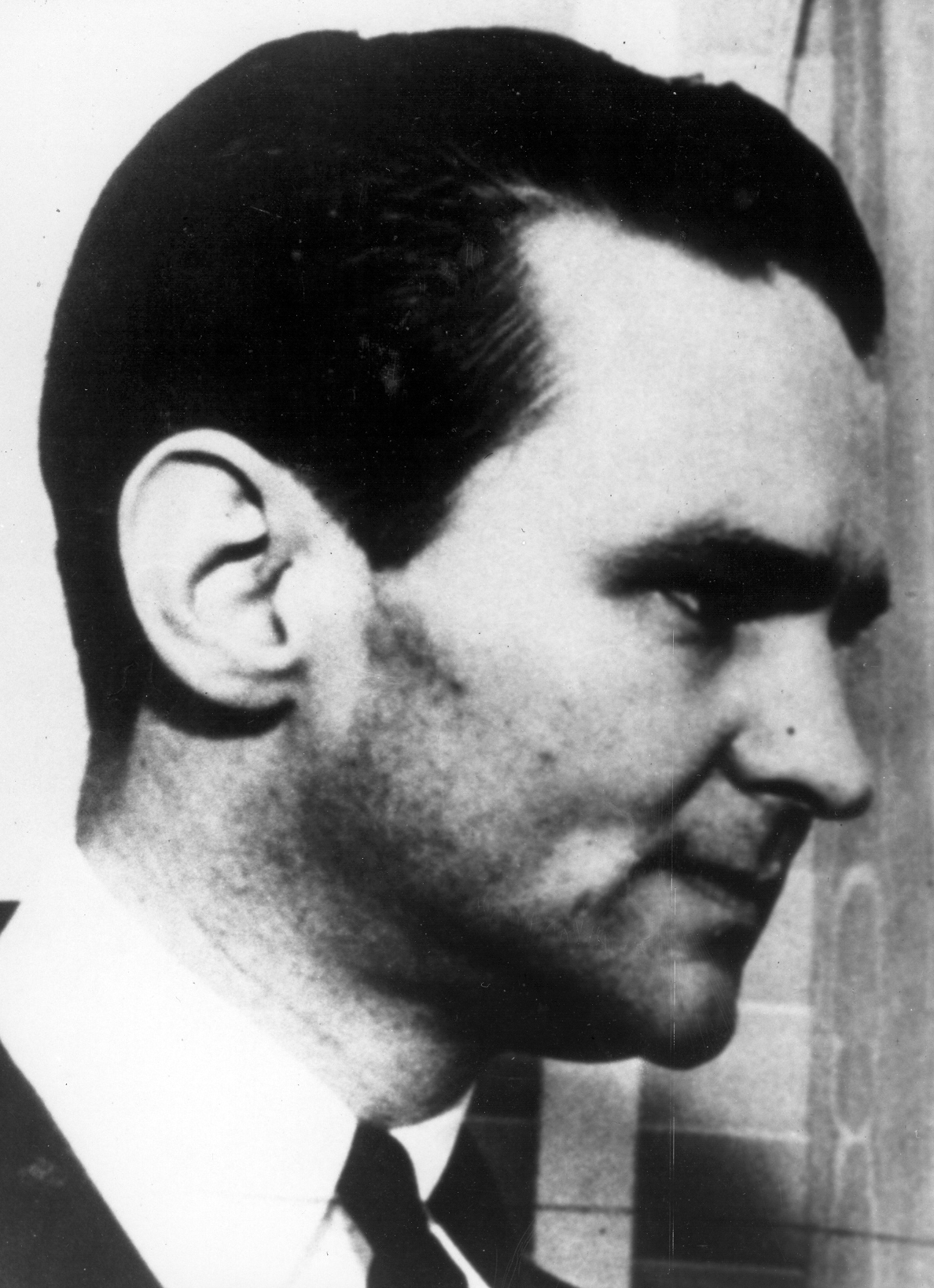
Melvin Purvis

Melvin Horace Purvis (* 24. Oktober 1903 in Timmonsville, South Carolina; † 29. Februar 1960 in Florence, South Carolina) war ein US-amerikanischer Jurist und Kriminalbeamter. Er war operativer Mitarbeiter der Strafverfolgungsbehörde FBI in den Vereinigten Staaten Anfang der 1930er Jahre. Bekannt wurde er vor allem durch seine Jagd auf die Bande um John Dillinger. Bis heute gilt Purvis als der Staatsbeamte, der die meisten Staatsfeinde fasste.

## Leben
Purvis wurde 1903 als Sohn eines wohlhabenden Tabakbauern im Florence County in South Carolina geboren und absolvierte 1927 das Jurastudium. Nach dem Abschluss war er kurzzeitig als Anwalt tätig. Seinem Wunsch, als Diplomat für die Vereinigten Staaten zu arbeiten, konnte nicht nachgekommen werden, weshalb er 1927 dem BOI beitrat. Aufgrund seiner Erfolge wurde er bald zum Leiter der Büros von Birmingham, Oklahoma City und später Cincinnati. 1932 wurde er zum Leiter des Büros in Chicago berufen, das zu dieser Zeit als eine äußerst korrupte und gewalttätige Stadt bekannt war.
Ab 1934 wurde Purvis erstmals mit der Dillingerbande konfrontiert, die im mittleren Westen der USA vor allem durch Bankraub und Gefängnisausbrüche auf sich aufmerksam machte. Purvis wurde direkt mit der Großfahndung nach den Verbrechern betraut. Während sich die Bande auf der Flucht vor den Behörden in der Little Bohemia Lodge in Rhinelander, Wisconsin, versteckte, wurde die Polizei am 22. April 1934 von Anwohnern auf dieses Versteck hingewiesen. Purvis führte an diesem Abend ein Kommando an, um die Verbrecher festzunehmen. Die Bande konnte jedoch nach einem blutigen Feuergefecht mit zwei Toten und mehreren Verletzten entkommen.
Am 22. Juli 1934 gelang es Purvis, Dillinger im Chicagoer Kino „Biograph“ durch die Unterstützung von dessen Freundin, Anna Sage, zu stellen. Dillinger starb bei dem Versuch, der Verhaftung zu entgehen, durch Schüsse der FBI-Agenten Charles Winstead, Clarence O. Hurt und Herman E. Hollis. Dillingers Komplizen Homer Van Meter und Babyface Nelson wurden wenige Monate später ebenfalls bei Schusswechseln mit Polizisten und FBI-Beamten getötet.
Purvis war außerdem für die Ergreifung der Staatsfeinde Adam Richetti aus Kansas City sowie Vern Sankley verantwortlich.
Obgleich Purvis durch die erfolgreiche Verfolgung der Dillingerbande in kurzer Zeit sehr populär geworden war, quittierte er 1935 den Dienst beim FBI. Vermutlicher Grund für sein Ausscheiden war sein sich verschlechterndes Verhältnis zum Leiter des FBI, J. Edgar Hoover, der Purvis’ wachsender Popularität mit Missgunst und Neid gegenübertrat.
Nach dem Austritt arbeitete Purvis wieder als Anwalt. Dank seiner Berühmtheit erhielt er einen Werbevertrag mit dem Hersteller der Frühstücksflocken Post Toastis. Die Geschichte der Jagd auf die Dillinger-Bande wurde anfangs in Comicgeschichten veröffentlicht. Purvis verdingte sich weiterhin als Radiomoderator seines eigenen Senders in Florence, South Carolina, und Buchautor (American Agent).
Während des Zweiten Weltkrieges wurde Purvis Mitglied des OSS und diente dort zuletzt mit dem Dienstgrad Lieutenant Colonel. Nach Kriegsende war er an der Aufklärung von Kriegsverbrechen beteiligt. Er erkrankte später an Krebs und starb am 29. Februar 1960 durch einen Schuss in den Kopf. Es ist umstritten, ob es sich dabei um Suizid oder einen Unfall handelte.

## Filme
Verschiedene Film- und Fernsehproduktionen widmeten sich dem Leben von Purvis bzw. seiner Jagd nach der Dillinger-Bande:
- 1973: Jagd auf Dillinger (Dillinger)
- 1974: Die Gangsterschlacht von Kansas City (The Kansas City Massacre)
- 1974: Die Story von Gun Kelly (Melvin Purvis: G-Man)
- 1991: Dillinger – Staatsfeind Nr. 1 (Dillinger)
- 2009: Public Enemies